# Mișca, Bihor
Mișca este un sat în comuna Chișlaz din județul Bihor, Crișana, România.
Satul Mișca, ungurește MICSKE, este menționat pentru prima dată în anul 1255 sub denumirea MIKCHE , când este menționată ca proprietate a familiei Geregye. Ulterior va face parte din domeniul Cetății Șinteului.

## Vezi și
- Biserica reformată din Mișca

## Imagini

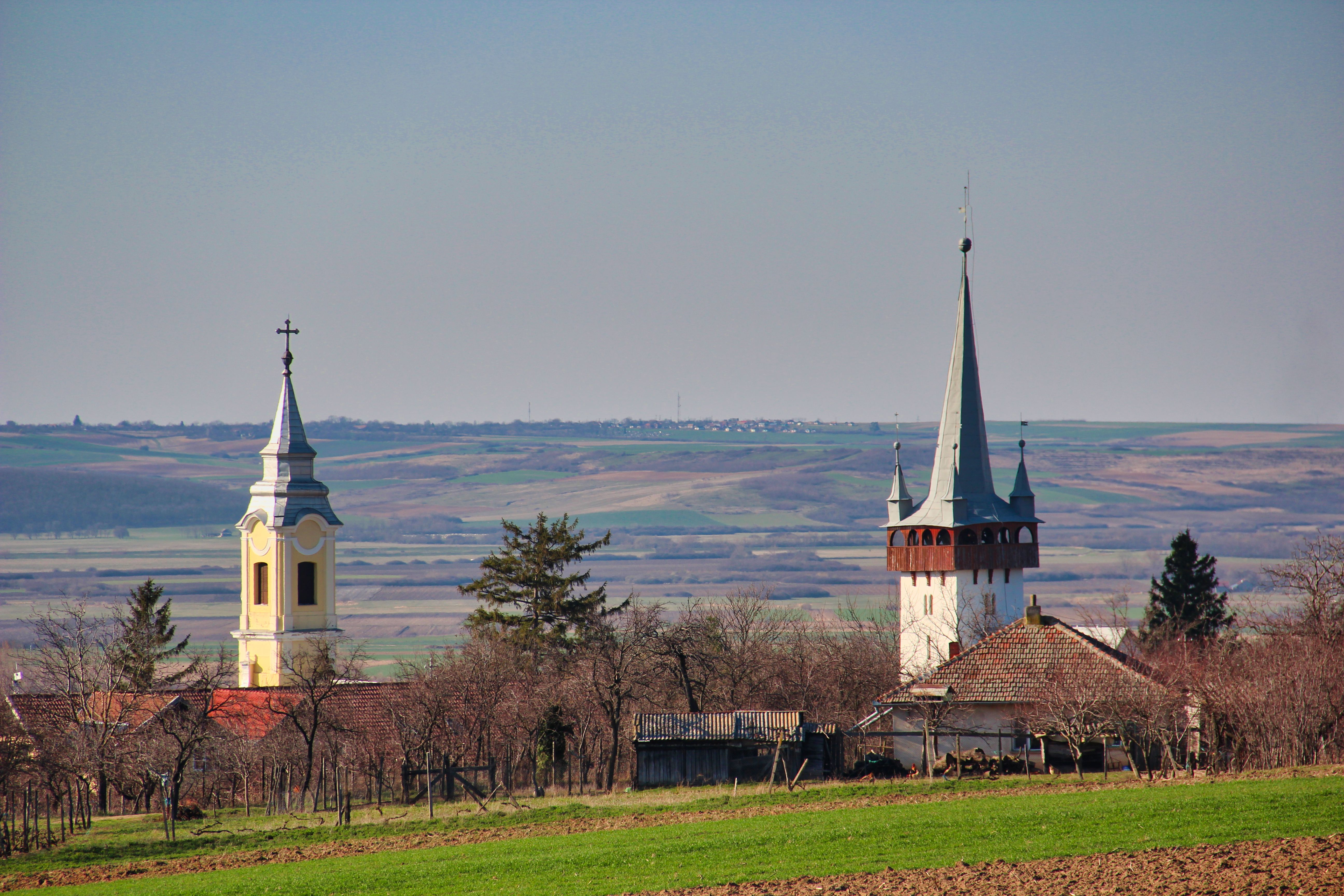
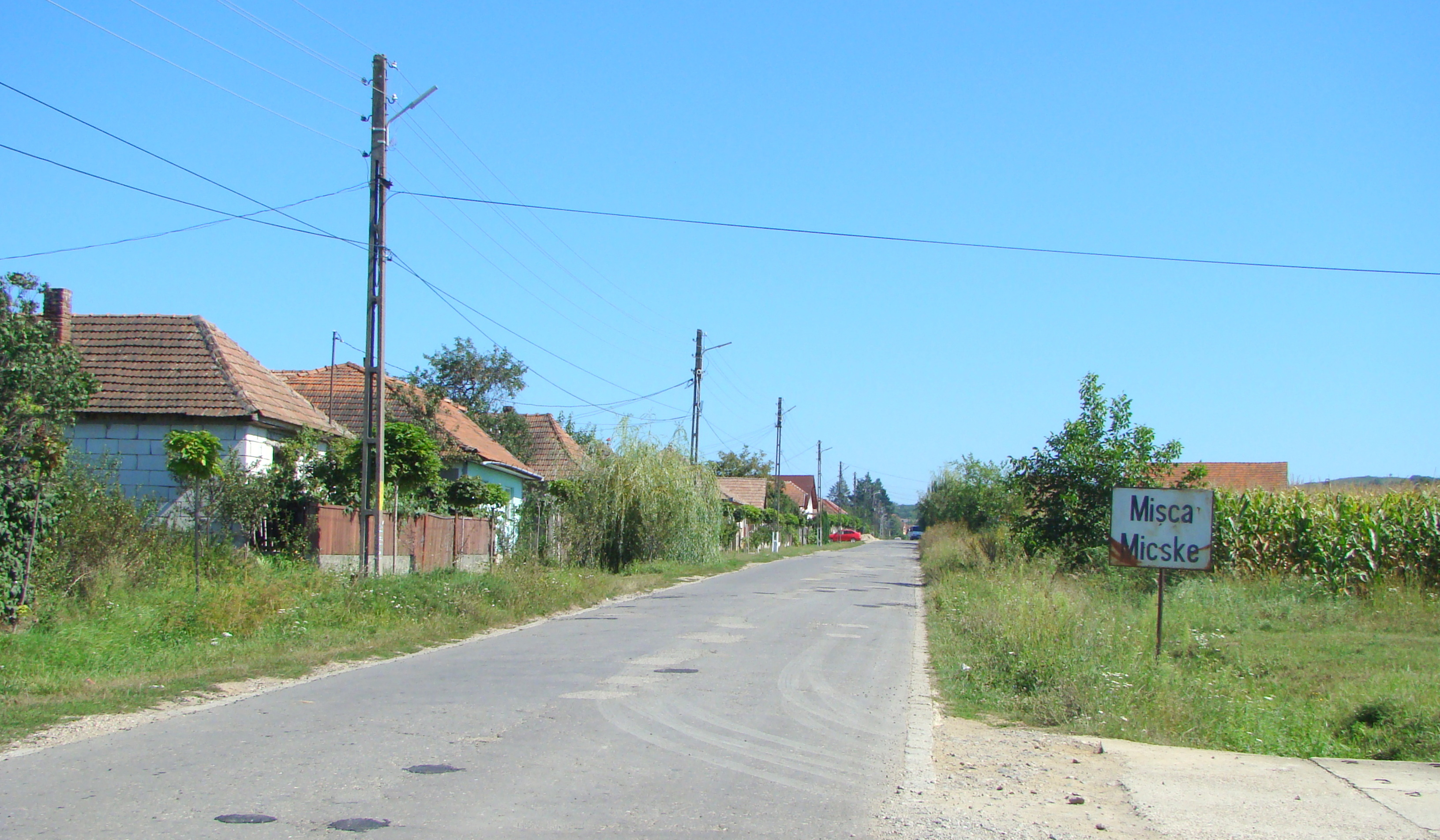
Intrarea în localitate
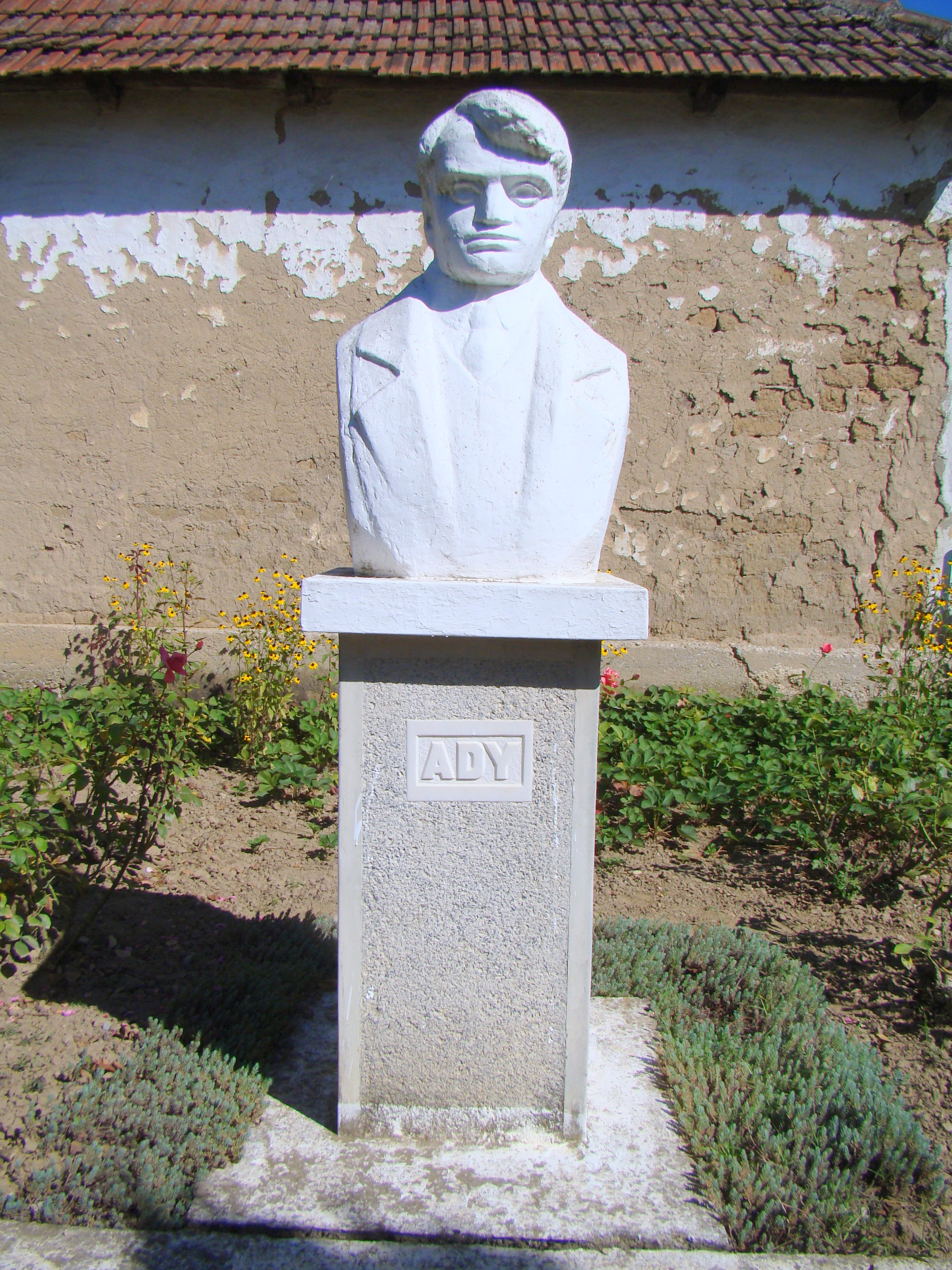
Bustul lui Ady Endre
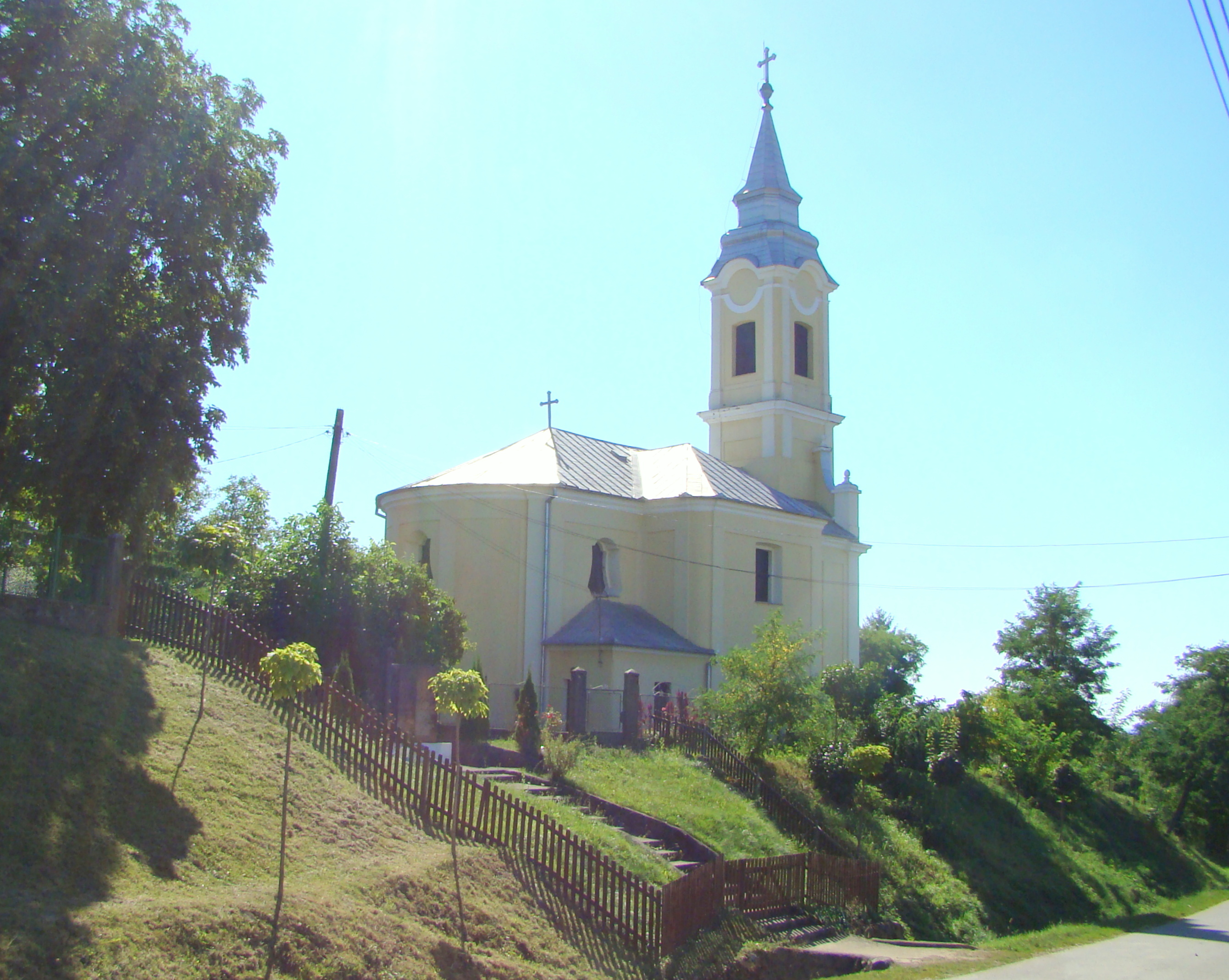
Biserica romano-catolică (monument istoric)
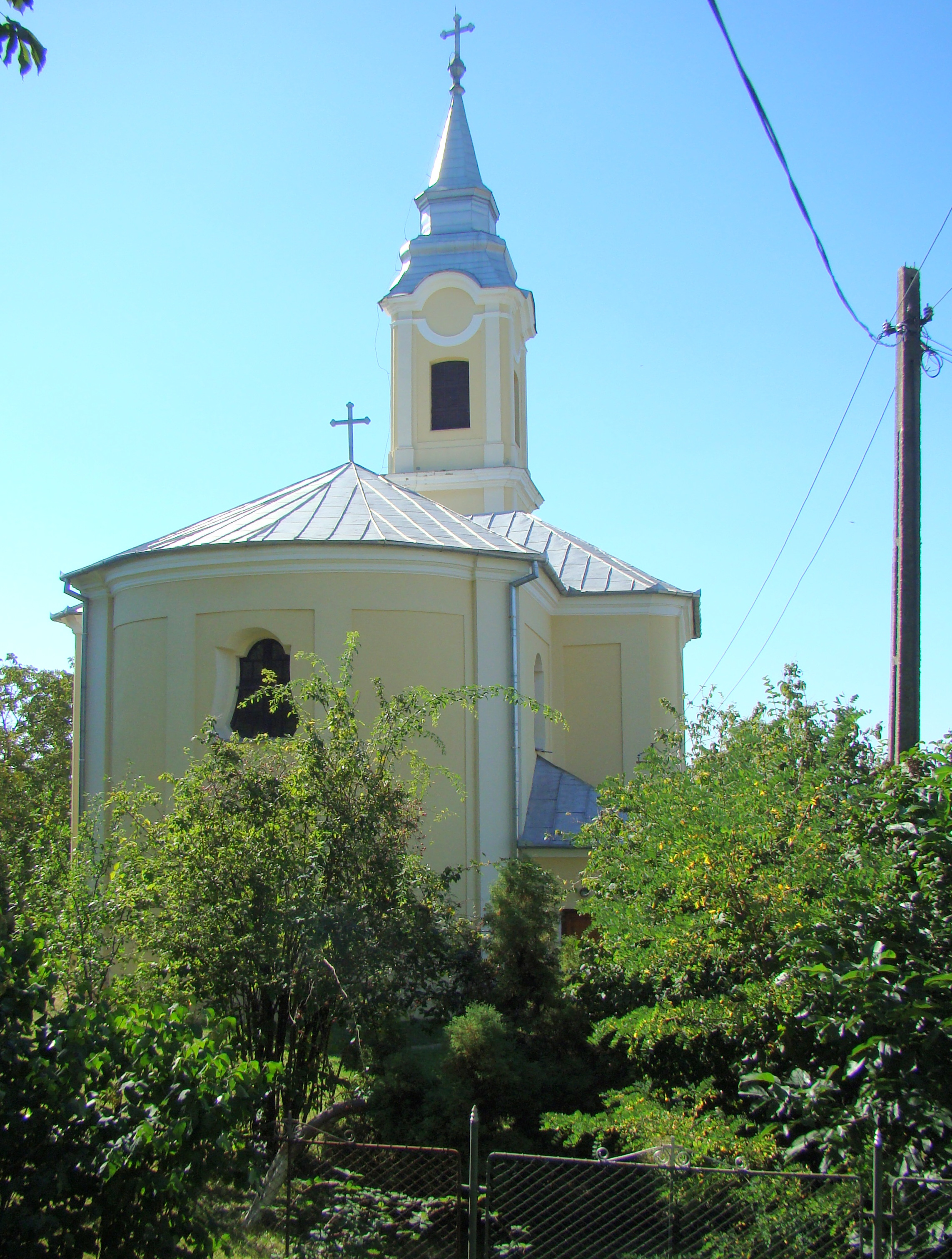
Biserica romano-catolică (monument istoric)
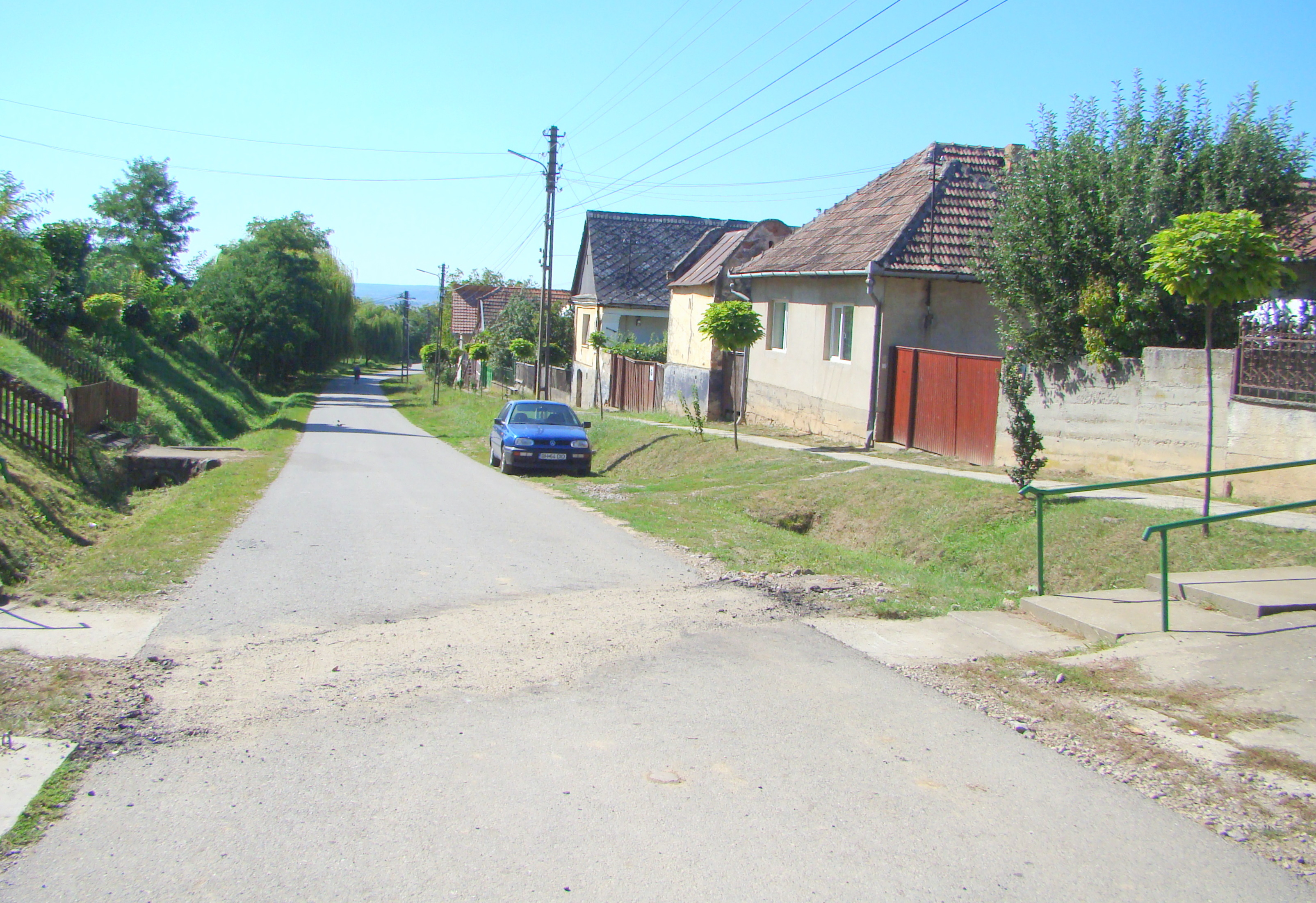
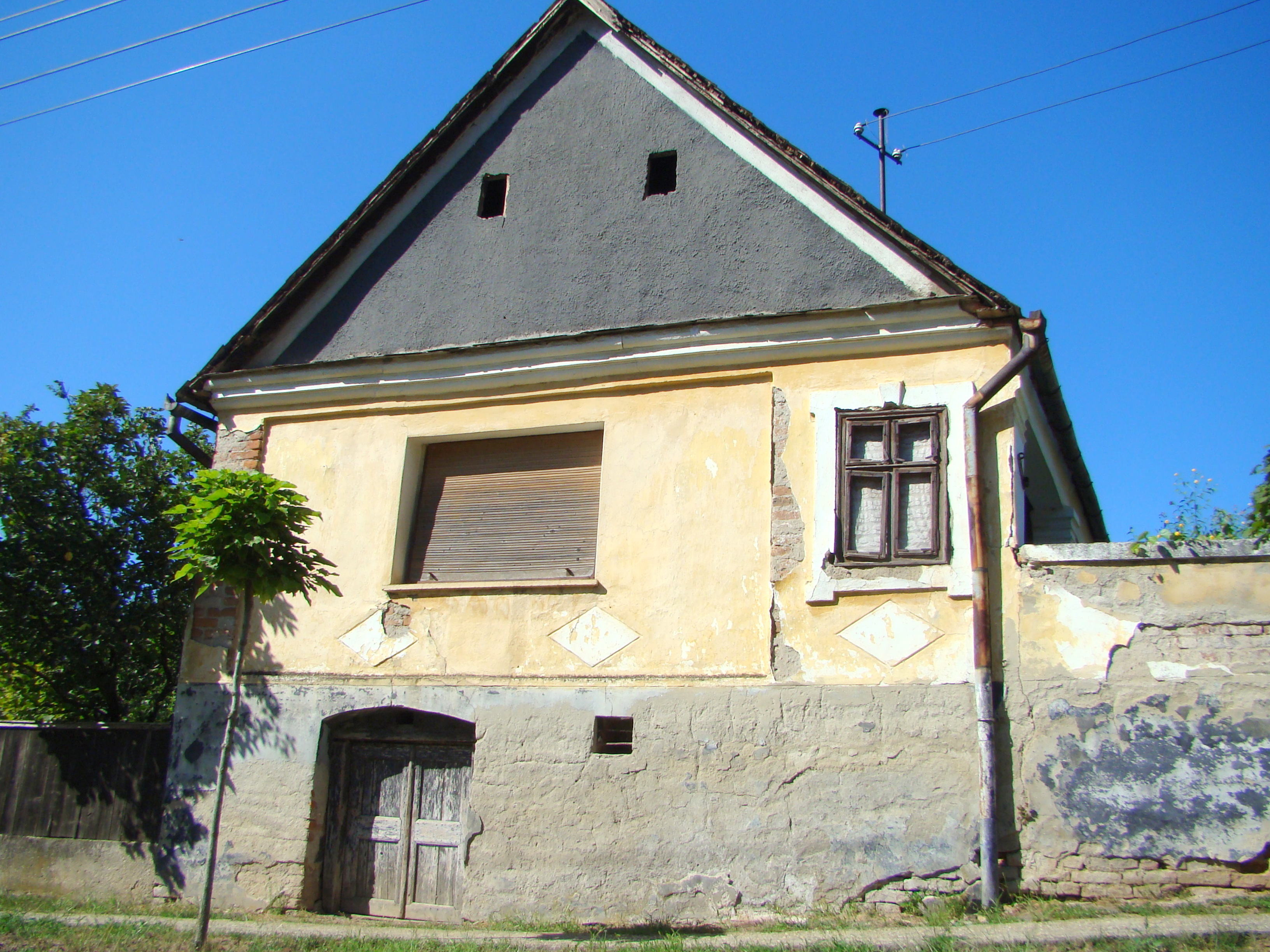
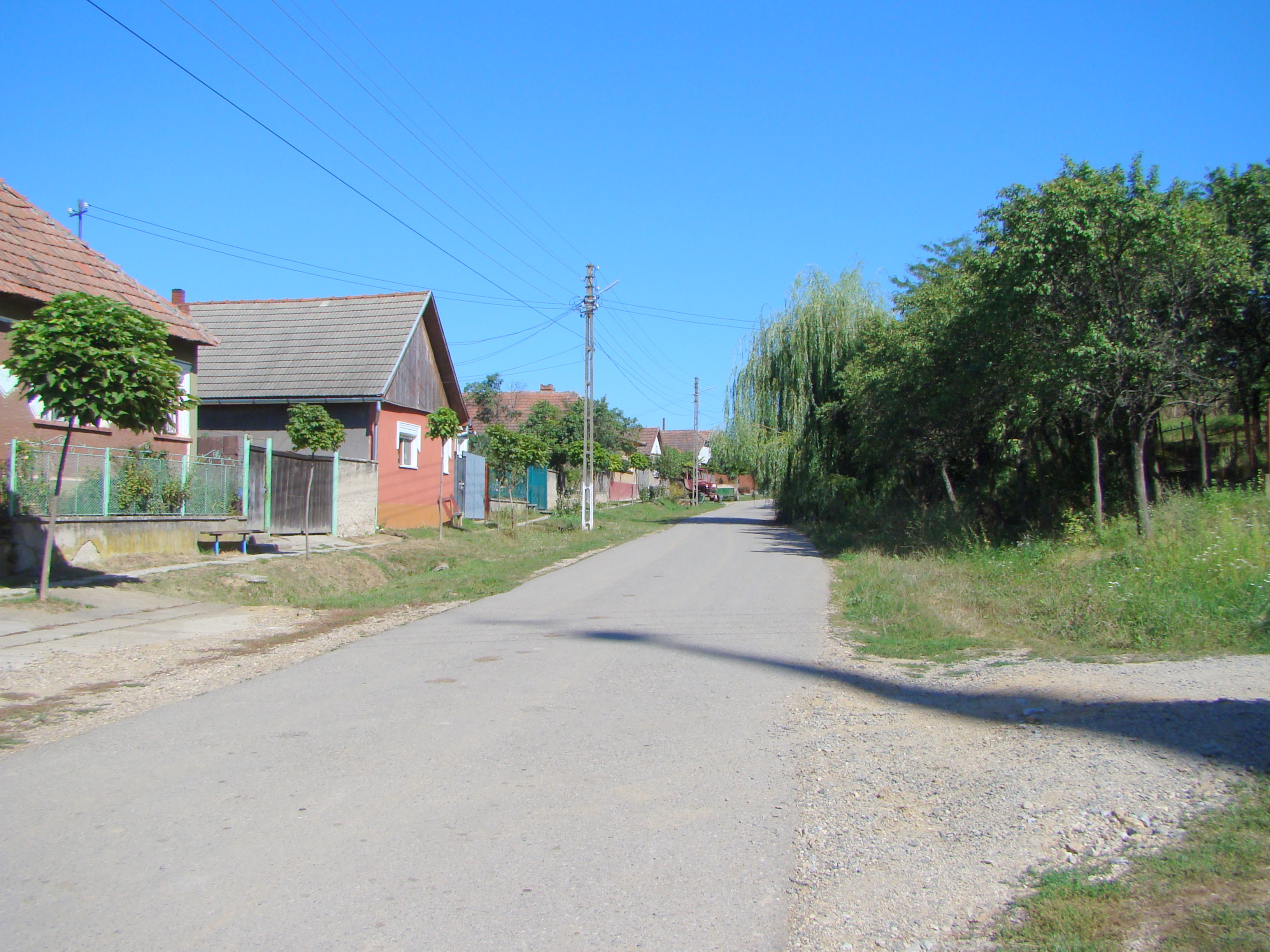
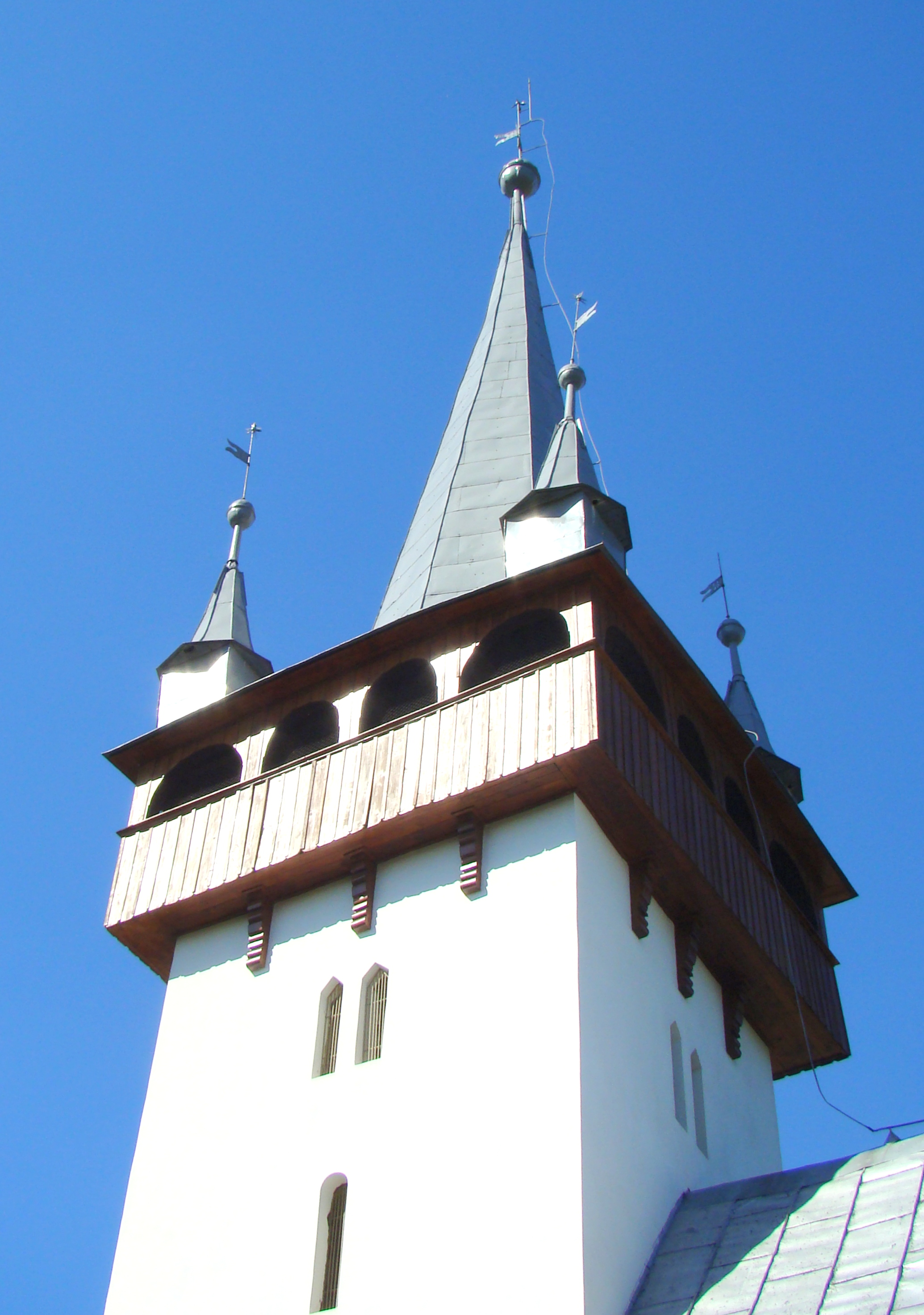
Turnul bisericii reformate